# Équipe d'Andorre des moins de 17 ans de football
Maillots
Actualités
L'équipe d'Andorre de football des moins de 17 ans est l'équipe de football représentant la principauté d'Andorre lors des compétitions internationales. Elle est gérée par la Fédération d'Andorre de football.

## Sélection actuelle
Les joueurs suivants sont ceux appelés pour les matchs de qualification pour l'Euro -17 2022, les 7, 10 et 13 octobre 2021 contre la république d'Irlande, la Pologne et la Macédoine du Nord (en),,,.
| Pos        | Nom                | Date de naissance | Sélections | Buts | Club                   |
| ---------- | ------------------ | ----------------- | ---------- | ---- | ---------------------- |
| Gardiens   |                    |                   |            |      |                        |
| GB         | Diego Mendes       | 5 juin 2005       | 2          | 0    | ENFAF                  |
| GB         | Ferran Fernández   | 2 mars 2007       | 1          | 0    | Club Gimnàstic Manresa |
|            |                    |                   |            |      |                        |
| Défenseurs |                    |                   |            |      |                        |
| DEF        | Guillem Acosta     | 4 février 2006    | 3          | 0    | Club Gimnàstic Manresa |
| DEF        | Iván Rodríguez     | 18 septembre 2005 | 3          | 0    | ENFAF                  |
| DEF        | Marc Rodríguez     | 21 mai 2005       | 1          | 0    | ENFAF                  |
| DEF        | Gerard Sánchez     | 3 octobre 2005    | 2          | 0    | ENFAF                  |
| DEF        | Ricardo Teixeira   | 4 juillet 2005    | 3          | 0    | ENFAF                  |
| DEF        | Roc Mugica         | 17 janvier 2005   | 1          | 0    | Futbol Club Andorra    |
|            |                    |                   |            |      |                        |
| Milieux    |                    |                   |            |      |                        |
| ML         | Marc Torné         | 27 mars 2005      | 3          | 0    | ENFAF                  |
| ML         | Ramon Colillas     | 14 février 2005   | 1          | 0    | ENFAF                  |
| ML         | Biel Struve        | 17 janvier 2006   | 1          | 0    | ENFAF                  |
| ML         | Gerard Estrada     | 31 mars 2005      | 3          | 0    | ENFAF                  |
| ML         | Nil 'Lina' Linares | 17 décembre 2005  | 2          | 0    | ENFAF                  |
| ML         | Adrià Balastegui   | 8 juin 2005       | 3          | 0    | ENFAF                  |
| ML         | Pol Foix           | 20 août 2006      | 2          | 0    | ENFAF                  |
| ML         | Marcel Carrau      | 18 septembre 2005 | 3          | 0    | FiF Lleida             |
| ML         | Rodrigo Graça      | 10 avril 2005     | 1          | 0    | FC Andorra             |
|            |                    |                   |            |      |                        |
| Attaquants |                    |                   |            |      |                        |
| AT         | Joan Jiménez       | 2 décembre 2005   | 3          | 0    | ENFAF                  |
| AT         | Bernat Arderiu     | ?                 | 2          | 0    | ENFAF                  |
| AT         | Jan Gumà           | 27 septembre 2006 | 3          | 0    | UE Cornellà            |